# لئونیتوس (ژنرال فوکاس)
لئونتیوس (به یونانی: Λεόντιος، به لاتین: Leontius) از فرماندهان بیزانسی بود که در زمان حمله ارتش ساسانی به مرزهای شرقی بیزانس توسط فوکاس به شهر دارا گسیل شد، ولی در آنجا شکست سختی از سپاه ایران خورد که به همین دلیل فوکاس بر او خشم گرفت و وی را به زندان افکند.
در سال ۶۰۴ میلادی که نیروهای ساسانی سپاه ژرمانوس را شکست دادند و خود وی نیز با جراحات شدید از صحنه نبرد گریخت و کمی بعد درگذشت. نارسس که از هنوز به موریس وفادار مانده بود، بعد از شکست ژرمانوس از سپاه ساسانی به شهر هیراپولیس رفت. فوکاس برای جلوگیری از پیشرویهای ایرانیان به داخل بیزانس لئونتیوس را به مقابله با وی گسیل کرد. لئونتیوس سپاهش را دو قسمت کرد، یک قسمت را به تعقیب نارسس فرستاد و خود با قسمت اصلی به سمت نیروهای ساسانی رفت. سپاه لئونتیوس در نزدیکی شهر دارا شکست سختی از سپاه ساسانی خورد و خودش به کنستانتینوپل بازگشت. فوکاس از این عمل او خشمگین شد و وی را زندانی کرد.